# David Rodeschini
David Rodeschini (* 27. Juni 1980 in Neuchâtel) ist Schweizer Solo-Trompeter im Genre der klassischen Musik, Dirigent und Hochschul- sowie Musikschullehrer.

## Leben
Rodeschini absolvierte das Studium der modernen und Barock-Trompete bei Vanca Samonikov, Gabriele Cassone und Gérard Métrailler am Konservatorium in Lausanne und Genf. Er schloss es mit dem Solisten-Diplom ab. Rodeschini war 2005 Sieger des Schweizer und Finalist des europäischen Trompeter-Wettbewerbs „Lions Club“. 2006 war er Finalist beim Probespiel im Gewandhausorchester Leipzig.
Rodeschini rief 2008 das Symposium Romand de la Trompette ins Leben, organisierte und leitete es. Er erhielt einen Lehrauftrag für die Berufsmusikerklasse am Institut supérieur de musique de Ribaupierre in Lausanne und an der Hochschule für Musik in Genf. Er gab Konzerte als Solist mit namhaften Orchestern, wie dem Orchestre de la Suisse Romande und mit Orgel, sowie mit Blechbläserquintett. Er reiste als Orchestermusiker nach Japan und durch weite Teile Europas und gastierte bei renommierten Musikfestivals, wie in Luzern und Verbier.
Rodeschini spielt Barocktrompete im Ensemble Gli Angeli Geneve. Er ist Mitglied verschiedener Trompeten- und Blechblasensembles sowie Dirigent des Sinfonischen Blasorchesters Berlin WindWerk, und der Berlin Concert Brass. Rodeschini gibt Trompetenunterricht an der Deutsch-Französischen Musikschule e. V.